# Linkage
Linkage (Estilizado como LINKAGE) es el tercer álbum de la cantante de I've Sound Mami Kawada. Se publicó el 24 de marzo de 2010 con el sello Geneon Entertainment. Este álbum tiene trece canciones que incluyen sus últimos tres singles hasta entonces: "Psi-Missing", "Masterpiece" y "Prophecy". El álbum contiene la canción de cierre de la OVA de la serie de Anime Shakugan no Shana S titulado "All In Good Time" y una versión de The Cranberries' titulada "Dreams".
Este álbum se publicó en una edición limitada de CD+DVD  (GNCV-1017) y una edición regular solo de CD (GNCV-1018). El DVD contiene el videoclip de "Linkage", la canción titular del disco.

## Canciones
1. succession -- 0:56
Composición: Tomoyuki Nakazawa
Arreglos: Tomoyuki Nakazawa, Takeshi Ozaki
2. CLIMAX -- 4:05
Composición: Tomoyuki Nakazawa
Arreglos: Tomoyuki Nakazawa, Takeshi Ozaki
3. Psi-Missing -- 4:21
Letra: Mami Kawada
Composición: Tomoyuki Nakazawa
Arreglos: Tomoyuki Nakazawa, Takeshi Ozaki
4. TOY -- 4:10
Letra: Mami Kawada
Composición y arreglos: Maiko Iuchi
5. Kotoba, Kokoro no Koe (言葉、心の声?) -- 5:00
Letra: Mami Kawada
Composición: Kazuya Takase
Arreglos: Mai Nakazaki
6. Prophecy -- 4:50
Letra: Mami Kawada
Composición y arreglos: Tomoyuki Nakazawa, Takeshi Ozaki
7. in answer -- 4:52
Letra: Mami Kawada
Composición y arreglos: C.G mix
8. masterpiece -- 4:37
Letra: Mami Kawada
Composición y arreglos: Maiko Iuchi
9. Awareness (アウェアネス?) -- 5:24
Letra Mami Kawada
Composición y arreglos: Kazuya Takase
10. linkage -- 4:26
Letra: Mami Kawada
Composición: Tomoyuki Nakazawa
Arreglos: Tomoyuki Nakazawa, Takeshi Ozaki
11. Mirai no Tsubu ～I'm formed～  (未来の粒?) -- 5:30
Letra: Mami Kawada
Composición y arreglos: Maiko Iuchi
12. All in good time -- 5:06
Letra: Mami Kawada
Composición y arreglos: Tomoyuki Nakazawa, Takeshi Ozaki
13. Dreams -- 4:43
Letra: Dolores O'Riordan, Noel Hogan

## Trayectoria de ventas
| Chart (2009)        | Peak position |
| ------------------- | ------------- |
| Oricon Daily Chart  | 11            |
| Oricon Weekly Chart | 26            |
| Time in Chart       | 4 weeks       |
| Sales               | 9,237         |